# فاطمة نوديا يالتشي
فاطمة نوديا يالتشي (بالتركية: Fatma Nudiye Yalçı)‏ ، نوديا حسين (ولدت في عام 1904 في مدينة إسطنبول وتوفيت في عام 1969 في مدينة صوفيا) كاتبة تركية ومترجمة.
ترجمت فاطمة نوديا الأعمال الماركسية المختلفة إلى اللغة التركية. وفي عام 1938 حوكمت فاطمة نوديا في محاكمة العمارة البحرية حيث أنها إشتراكية وقضت في السجن عشر أعوام. ولعبت فاطمة نوديا دوراً فعالاً في الحزب الوطني.
تعد فاطمة نوديا يالتشي جدة الفنانة المسرحية بيكلان ألجان.

## السيرة الذاتية
ولدت فاطمة نوديا في عام 1904 وتعد إبنة لعائلة ثرية بمدينة إسطنبول. تعلمت فاطمة تعليمها العالي في قسم الفلسفة بدار الفنون. وبدأ اهتمامها وشغفها بالأدب في أعوام دراستها بالجامعة. وعقب تخرجها من الجامعة تزوجت بناظم الدين نظيف بك حيث أنه يعد أشهر الصحفيين المشهورين بتلك الفترة. وأصبح إسمها نوديا ناظم الدين. وتعلمت المبادئ الأساسية للماركسية من زوجها ناظم الدين نظيف حيث أنه ماركسي. وانتهى هذا الزواج بالطلاق في عام 1928.
تعرفت فاطمة نوديا يالتشي على الدكتور حكمت كيفيلجيملي في مجلة «شهر المصور» حيث أنها أصبحت العنوان الثاني للمثقفين اليسارين وهي إحدى المجلات المعارضة بتلك الفترة. وعاشوا سوياً منذ عام 1932 إلا أنهم لم يتزوجوا. وقد أسسوا سوياً دار نشر بعنوان «الماركسية»، ثم بعد ذلك أسسوا دار نشر في مكتبة كيفيلجيملي. وخصصت فاطمة نوديا هانم كتاب فني وجمعية لحكمت بك حيث أنها قد أعددتها بنفسها. وترجمت فاطمة نوديا العديد من الأعمال إلى اللغة التركية مثل «دور الكدح في عملية أنسنة القرد» لإنجلز، و «نهاية الفلسفة الألمانية الكلاسيكية ولودويج فيورباخ» عن مبادئ الماركسية و «خطبة افتتاح جمعية العمال الدوليين».
وفي عام 1938 حُجزت فاطمة نوديا رهن التحقيقات سوياً مع كيفيلجيملي وذلك بسبب الملفات المأخوذة من مكتبة كيفيلجيملي في خزانة الطلاب والخاصة بمعركة يافوز. وقد إتهُموا بمشاركتهم في أنشطة شيوعية وتحفيزية لتمردات مناهضة للجيش وذلك إثر المحاكمات التي أٌجٌريت في معركة يافوز. ولقد سُجنوا لمدة عشر أعوام في سجن سينوب. وقد أطُلق سراحهم في عام 1948. وبعد عامين أفٌرج عن الدكتور كيفيلجميلي وعقب خروجه من السجن تزوج بأمينة هانم حيث أنهما قد عاشوا قصة حب أفلاطونية منذ أيام سجن السلطان أحمد ولكنها أيضاً لم تنفصل بعيداً عن كيفيلجيملي. وفي عام 1954 أنُتخبت لعضوية في الحزب الوطني الذي أسسه الدكتور كيفيلجيملي ووقد شاركت في أعمال الحزب.
وعندما تحدثت فاطمة نوديا في الحشد الحافل بالأحداث في الحملة الإنتخابية لعام 1957 قد أصيبت بقطعة من البلاط قد ألٌقيت عليها. وفتُحت دعوى قضائية بسبب جريمة «موقف تولية الحكم من الرجال الكادحيين» وأعٌتقلت سوياً مع المديرين التنفيذيين الآخريين بحزب الوطن الذي أغٌلق في عام 1985. وقد خرجت فاطمة نوديا وبُرأت من الدعوى القضائية التي سٌجنت عامين من أجلها.
وعقب عام 1960 لم تشارك فاطمة نوديا في الحركات السياسية. وفي عام 1965 خرجت للخارج من أجل العلاج من مرض السرطان. وذهبت لبلغاريا من رومانيا. وخلال أعوام 1967 – 1969 عملت فاطمة نوديا في دار نشر الإذاعة لدينا بالحزب الإشتراكي التركي في مدينة لايبزيغ بألمانيا الشرقية. وفي عام 1969 توفيت فاطمة نوديا يالتشي في مدينة صوفيا. وقد دفُنت في صوفيا.

## وصلات خارجية
* مقالة فاطمة نوديت التي نُشرت في مجلة اليوم السابع في عام 1933